# Outlaws (videogioco 1985)
Outlaws è un videogioco per Commodore 64 pubblicato dalla Ultimate Play the Game nel 1985-1986. A differenza dei precedenti titoli di avventura dinamica come The Staff of Karnath e Entombed, Outlaws è uno sparatutto tradizionale ambientato nel West e non vi compare l'avventuriero aristocratico Sir Arthur Pendragon. Outlaws venne pubblicato per Commodore 64 contemporaneamente a un altro titolo western, Gunfright, che uscì per altri home computer. Il gioco venne creato dai fratelli Dave e Robert (Bob) Thomas.

## Trama
La trama è raccontata da una breve introduzione cartacea e parla dell'arrivo di un gruppo di fuorilegge (outlaws) che portarono con sé terrore e distruzione nella regione. Un uomo misterioso noto come il Cavaliere Solitario (Lone Rider) arrivò per salvare la popolazione. Nel gioco il cavaliere dovrà affrontare i banditi nel deserto, attraversare il territorio Sioux e ripulire infine la cittadina di Black Rock prima che gli abitanti vengano uccisi.

## Modalità di gioco
Il giocatore controlla il protagonista a cavallo e può muoverlo a destra e a sinistra, con scorrimento bidirezionale libero. Il cavallo può andare al passo o al galoppo e saltare gli ostacoli, che se non evitati causano la caduta del cavaliere e la perdita di una vita. Il protagonista può abbassarsi sulla sella per schivare le pallottole e può sparare con la pistola in avanti, all'indietro o in diagonale.
Il gioco è composto da tre parti che si ripetono ciclicamente. Si inizia nel deserto, dove si viene attaccati da nemici a cavallo e infine si raggiunge il loro nascondiglio, un ranch dal quale si affacciano da porte e finestre e bisogna ucciderli tutti.
La seconda fase è il territorio indiano, dove l'obiettivo è attraversare il villaggio fino al confine. Qui i pericoli sono molti ostacoli a terra, uccelli aggressivi, e indiani che cavalcano in lontananza sullo sfondo e lanciano frecce.
Infine si entra in città, dove la popolazione pacifica cammina per le strade e i banditi, simili agli altri passanti, estraggono all'improvviso la pistola. C'è un numero esplicito di nemici in città che dipende dal livello, e l'obiettivo è ucciderli tutti prima che loro uccidano tutti gli abitanti, anch'essi indicati da un contatore numerico. Bisogna anche evitare di colpire accidentalmente gli abitanti. Se si completa la terza fase si ricomincia dal deserto a difficoltà aumentata.

## Critica
Il gioco ricevette recensioni piuttosto negative dalle riviste britanniche Zzap!64 10 e Commodore User 29, mentre venne considerato discreto da Commodore Horizons 26 e Computer and Video Games 52. Zzap!64 gli diede un 35%, affermando che "Ultimate ha sicuramente visto giorni migliori" e che "non c'è molto da dire su Outlaws, eccetto quanto è mediocre", tuttavia la grafica venne generalmente elogiata perché "nitida" e perché presenta "eccellenti animazioni equestri".